# Carcharhinus borneensis
Carcharhinus borneensis е вид акула от семейство Сиви акули (Carcharhinidae). Видът е застрашен от изчезване.

## Разпространение
Разпространен е в Индонезия (Калимантан) и Малайзия (Саравак).